# Гасымов, Теймур
Теймур Гасымов (азерб. Teymur Qasımov, 14 октября 1973, Баку, Азербайджанская ССР, СССР) — азербайджанский легкоатлет, выступавший в беге на короткие дистанции. Участник летних Олимпийских игр 2000 и 2004 годов.

## Биография
Теймур Гасымов родился 14 октября 1973 года в Баку.
В 2000 году вошёл в состав сборной Азербайджана на летних Олимпийских играх в Сиднее. В беге на 100 метров занял 7-е место среди 9 участников предварительного забега с результатом 10,97 секунды и не попал в четвертьфинал, уступив 0,59 секунды худшему из квалифицировавшихся в следующую стадию — Давиду Патро из Франции.
В 2004 году вошёл в состав сборной Азербайджана на летних Олимпийских играх в Афинах. В беге на 100 метров занял 8-е место среди 9 участников предварительного забега с результатом 11,17 секунды и не попал в четвертьфинал, уступив 0,89 секунды худшему из квалифицировавшихся в следующую стадию — Александру Косенкову из Германии.

## Личные рекорды
- Бег на 100 метров — 10,40 (10 июня 2000, Баку)[4]
- Бег на 60 метров в помещении — 7,20 (26 февраля 2000, Гент)[4]